# A Ferencvárosi TC 1980–1981-es szezonja
A Ferencvárosi TC 1980–1981-es szezonja szócikk a Ferencvárosi TC első számú férfi labdarúgócsapatának egy szezonjáról szól, mely összességében és sorozatban a 80. idénye volt a csapatnak a magyar első osztályban. A klub fennállásának ekkor volt a 82. évfordulója.

## Mérkőzések
| Színmagyarázat | Színmagyarázat |
| -------------- | -------------- |
|                | Győzelem.      |
|                | Döntetlen.     |
|                | Vereség.       |

### NB 1 1980–81

#### Őszi fordulók
| 1. forduló 1980. augusztus 9. |

| Ferencváros                                                                     | 8 – 0               | Dunaújvárosi Kohász |
| ------------------------------------------------------------------------------- | ------------------- | ------------------- |
| Pogány 39' 86' Nyilasi 50' 69' 75' Takács 62' 89' Murai 64' Major 36' Kakas 67' | (1 – 0) Jegyzőkönyv |                     |

| Üllői út, Budapest Nézőszám: 10 000 Játékvezető: Pádár László (magyar) |

| 2. forduló 1980. augusztus 13. |

| Tatabányai Bányász | 1 – 1               | Ferencváros            |
| ------------------ | ------------------- | ---------------------- |
| Csapó Kovács       | (0 – 0) Jegyzőkönyv | Murai 59' Ebedli Major |

| Városi Stadion, Tatabánya Nézőszám: 13 000 Játékvezető: Lauber Gyula (magyar) |

| 3. forduló 1980. augusztus 16. |

| Ferencváros   | 2 – 1               | Diósgyőr  |
| ------------- | ------------------- | --------- |
| Nyilasi Murai | (1 – 1) Jegyzőkönyv | Borostyán |

| Üllői út, Budapest Nézőszám: 13 501 Játékvezető: Szávó János (magyar) |

| 4. forduló 1980. augusztus 23. |

| Videoton         | 1 – 0               | Ferencváros    |
| ---------------- | ------------------- | -------------- |
| Tieber Csongrádi | (1 – 0) Jegyzőkönyv | Jancsika Major |

| Sóstói Stadion, Székesfehérvár Nézőszám: 15 000 Játékvezető: Jaczina Róbert (magyar) |

| 5. forduló 1980. augusztus 30. |

| Rába ETO                 | 2 – 2               | Ferencváros                |
| ------------------------ | ------------------- | -------------------------- |
| Szabó Hannich Magyar 41' | (2 – 0) Jegyzőkönyv | Szepessy Nyilasi Judik 39' |

| Rába ETO Stadion, Győr Nézőszám: 14 000 Játékvezető: Kuti Sándor (magyar) |

| 6. forduló 1980. szeptember 3. |

| Ferencváros                             | 4 – 1               | Zalaegerszegi TE       |
| --------------------------------------- | ------------------- | ---------------------- |
| Szepessy 14' Pogány 17' 52' Nyilasi 68' | (2 – 0) Jegyzőkönyv | Gass 62' Szimacsek 88' |

| Üllői út, Budapest Nézőszám: 20 000 Játékvezető: Mohácsi Lajos (magyar) |

| 7. forduló 1980. szeptember 6. |

| Vasas     | 0 – 1               | Ferencváros    |
| --------- | ------------------- | -------------- |
| Török 73' | (0 – 0) Jegyzőkönyv | Ebedli 77' 74' |

| Népstadion, Budapest Nézőszám: 12 000 Játékvezető: Jaczina Róbert (magyar) |

| 8. forduló 1980. szeptember 13. |

| Ferencváros                                 | 4 – 1               | Debreceni MVSC                           |
| ------------------------------------------- | ------------------- | ---------------------------------------- |
| Nyilasi 44' 79' 71' Szokolai 67' Pogány 85' | (1 – 0) Jegyzőkönyv | Kerekes 62' Menyhárt 79' Garamvölgyi 82' |

| Üllői út, Budapest Nézőszám: 17 000 Játékvezető: Palotai Károly (magyar) |

| 9. forduló 1980. szeptember 27. |

| MTK–VM                   | 1 – 3               | Ferencváros                                     |
| ------------------------ | ------------------- | ----------------------------------------------- |
| Sebestyén 60' Morgós 79' | (0 – 1) Jegyzőkönyv | Rab 38' Nyilasi 49' Boda 79' (öngól) Ebedli 87' |

| Népstadion, Budapest Nézőszám: 12 000 Játékvezető: Pádár László (magyar) |

| 10. forduló 1980. október 11. |

| Csepel SC | 0 – 0               | Ferencváros |
| --------- | ------------------- | ----------- |
|           | (0 – 0) Jegyzőkönyv | Murai 54'   |

| Béke téri stadion, Budapest Nézőszám: 12 000 Játékvezető: Győri László (magyar) |

| 11. forduló 1980. október 18. |

| Ferencváros | 0 – 3               | Újpesti Dózsa                           |
| ----------- | ------------------- | --------------------------------------- |
| Judik 68'   | (0 – 2) Jegyzőkönyv | Sarlós 22' Fekete 28' Nagy 67' Tóth 79' |

| Üllői út, Budapest Nézőszám: 29 777 Játékvezető: Kuti Sándor (magyar) |

| 12. forduló 1980. október 26. |

| Ferencváros                              | 4 – 2               | Budapesti Honvéd            |
| ---------------------------------------- | ------------------- | --------------------------- |
| Nyilasi 4' 27' 83' Pogány 82' (11-esből) | (2 – 1) Jegyzőkönyv | Judik 18' (öngól) Kozma 79' |

| Üllői út, Budapest Nézőszám: 28 000 Játékvezető: Palotai Károly (magyar) |

| 13. forduló 1980. november 1. |

| Nyíregyházi VSSC | 0 – 1               | Ferencváros                         |
| ---------------- | ------------------- | ----------------------------------- |
|                  | (0 – 1) Jegyzőkönyv | Nyilasi 11' Jancsika 17' Pogány 59' |

| Nyíregyháza Városi Stadion, Nyíregyháza Nézőszám: 25 000 Játékvezető: Pádár László (magyar) |

| 14. forduló 1980. november 8. |

| Békéscsabai Előre Spartacus              | 1 – 1               | Ferencváros                                |
| ---------------------------------------- | ------------------- | ------------------------------------------ |
| Takács 3' (öngól) Zsíros 25' Kőhalmi 37' | (1 – 1) Jegyzőkönyv | Pogány 17' Judik 10' Ebedli 21' Takács 41′ |

| Kórház utcai stadion, Békéscsaba Nézőszám: 15 000 Játékvezető: Jaczina Róbert (magyar) |

| 15. forduló 1980. november 12. |

| Ferencváros                           | 1 – 0               | Volán SC |
| ------------------------------------- | ------------------- | -------- |
| Nyilasi 78' Jancsika 24' Szokolai 64' | (0 – 0) Jegyzőkönyv |          |

| Üllői út, Budapest Nézőszám: 8 000 Játékvezető: Győri László (magyar) |

| 16. forduló 1980. november 22. |

| Pécsi MSC                            | 1 – 1               | Ferencváros                 |
| ------------------------------------ | ------------------- | --------------------------- |
| Dárdai 32' (11-esből) Brezniczky 52' | (1 – 0) Jegyzőkönyv | Szokolai 56' Murai 44′, 44′ |

| PMFC Stadion, Pécs Nézőszám: 12 000 Játékvezető: Bártfai Róbert (magyar) |

| 17. forduló 1980. november 29. |

| Ferencváros                                                   | 6 – 2               | Kaposvári Rákóczi         |
| ------------------------------------------------------------- | ------------------- | ------------------------- |
| Pogány 4' (11-esből) Szokolai 32' Rab 54' Nyilasi 66' 74' 85' | (2 – 1) Jegyzőkönyv | Gulyás 45' 75' (11-esből) |

| Üllői út, Budapest Nézőszám: 7 000 Játékvezető: Tátrai László (magyar) |

| 18. forduló 1980. december 6. |

| Dunaújvárosi Kohász | 1 – 1               | Ferencváros |
| ------------------- | ------------------- | ----------- |
| Fajkusz 53'         | (0 – 0) Jegyzőkönyv | Mucha 52'   |

| Dunaújváros Nézőszám: 6 000 Játékvezető: Szávó János (magyar) |

| 19. forduló 1980. december 13. |

| Ferencváros                          | 3 – 0               | Tatabányai Bányász |
| ------------------------------------ | ------------------- | ------------------ |
| Nyilasi 10' Pusztai 30' Szokolai 58' | (2 – 0) Jegyzőkönyv |                    |

| Üllői út, Budapest Nézőszám: 10 000 Játékvezető: Bártfai Róbert (magyar) |

| 20. forduló 1980. december 20. |

| Diósgyőr | 0 – 0               | Ferencváros |
| -------- | ------------------- | ----------- |
|          | (0 – 0) Jegyzőkönyv | Mészöly 49' |

| DVTK-stadion, Miskolc Nézőszám: 13 000 Játékvezető: Palotai Károly (magyar) |

#### Tavaszi fordulók
| 21. forduló 1981. február 28. |

| Ferencváros                                                | 3 – 1               | Videoton                    |
| ---------------------------------------------------------- | ------------------- | --------------------------- |
| Nyilasi 43' 71' Pogány 68' Ebedli 18' Takács 72' Murai 73' | (1 – 1) Jegyzőkönyv | Szabó 34' 43' Disztl P. 40' |

| Üllői út, Budapest Nézőszám: 20 000 Játékvezető: Palotai Károly (magyar) |

| 22. forduló 1981. március 8. |

| Ferencváros                      | 2 – 1               | Rába ETO               |
| -------------------------------- | ------------------- | ---------------------- |
| Murai 17' Nyilasi 52' (11-esből) | (1 – 0) Jegyzőkönyv | Hannich 73' (11-esből) |

| Üllői út, Budapest Nézőszám: 25 000 Játékvezető: Tompa István (magyar) |

| 23. forduló 1981. március 14. |

| Zalaegerszegi TE                                              | 4 – 4               | Ferencváros                                                               |
| ------------------------------------------------------------- | ------------------- | ------------------------------------------------------------------------- |
| Gass 4' 50' Mihalecz 14' (11-esből) 65' (11-esből) Kanász 30' | (2 – 2) Jegyzőkönyv | Rab 3' Nyilasi 43' (11-esből) 63' (11-esből) Koch 73' Ebedli 6' Takács 9' |

| ZTE Stadion, Zalaegerszeg Nézőszám: 15 000 Játékvezető: Mohácsi Lajos (magyar) |

| 24. forduló 1981. március 21. |

| Ferencváros           | 1 – 2               | Vasas              |
| --------------------- | ------------------- | ------------------ |
| Ebedli 12' Takács 44' | (1 – 1) Jegyzőkönyv | Izsó 7' Farkas 87' |

| Népstadion, Budapest Nézőszám: 18 000 Játékvezető: Győri László (magyar) |

| 25. forduló 1981. március 25. |

| Debreceni MVSC | 1 – 0               | Ferencváros |
| -------------- | ------------------- | ----------- |
| Kerekes 61'    | (0 – 0) Jegyzőkönyv |             |

| Nagyerdei stadion, Debrecen Nézőszám: 22 000 Játékvezető: Bártfai Róbert (magyar) |

| 26. forduló 1981. április 5. |

| Ferencváros                                     | 4 – 2               | MTK–VM                               |
| ----------------------------------------------- | ------------------- | ------------------------------------ |
| Nyilasi 11' Ebedli 47' Szokolai 82' Nyilasi 86' | (1 – 2) Jegyzőkönyv | Boda 29' Bognár 42' Kertész 64′, 89′ |

| Népstadion, Budapest Nézőszám: 20 000 Játékvezető: Pádár László (magyar) |

| 27. forduló 1981. április 11. |

| Ferencváros           | 1 – 0               | Csepel SC    |
| --------------------- | ------------------- | ------------ |
| Mörtel 33' Ebedli 74' | (1 – 0) Jegyzőkönyv | Lazsányi 73' |

| Üllői út, Budapest Nézőszám: 14 000 Játékvezető: Tátrai László (magyar) |

| 28. forduló 1981. április 18. |

| Újpesti Dózsa       | 0 – 2               | Ferencváros           |
| ------------------- | ------------------- | --------------------- |
| Tóth 14' Fekete 68' | (0 – 0) Jegyzőkönyv | Pogány 60' Mörtel 89' |

| Megyeri út, Budapest Nézőszám: 18 000 Játékvezető: Győri László (magyar) |

| 29. forduló 1981. május 2. |

| Budapesti Honvéd | 0 – 1               | Ferencváros             |
| ---------------- | ------------------- | ----------------------- |
|                  | (0 – 1) Jegyzőkönyv | Szokolai 43' Mörtel 90' |

| Bozsik József Stadion, Budapest Nézőszám: 10 000 Játékvezető: Jaczina Róbert (magyar) |

| 30. forduló 1981. május 23. |

| Ferencváros             | 3 – 1               | Nyíregyházi VSSC      |
| ----------------------- | ------------------- | --------------------- |
| Nyilasi 55' 62' Rab 74' | (0 – 0) Jegyzőkönyv | Pető 87' Szikszai 36' |

| Üllői út, Budapest Nézőszám: 24 000 Játékvezető: Palotai Károly (magyar) |

| 31. forduló 1981. május 27. |

| Ferencváros                               | 3 – 1               | Békéscsabai Előre Spartacus |
| ----------------------------------------- | ------------------- | --------------------------- |
| Nyilasi 14' (11-esből) Mörtel 30' Rab 72' | (2 – 1) Jegyzőkönyv | Kanyári 24'                 |

| Üllői út, Budapest Nézőszám: 20 000 Játékvezető: Mohácsi Lajos (magyar) |

| 32. forduló 1981. június 10. |

| Volán SC      | 1 – 3               | Ferencváros               |
| ------------- | ------------------- | ------------------------- |
| Hatvanger 73' | (0 – 0) Jegyzőkönyv | Pogány 67' 89' Ebedli 75' |

| Czabán Samu tér, Budapest Nézőszám: 12 000 Játékvezető: Kuti Sándor (magyar) |

| 33. forduló 1981. június 13. |

| Ferencváros                                          | 4 – 0               | Pécsi MSC  |
| ---------------------------------------------------- | ------------------- | ---------- |
| Pogány 17' Nyilasi 44' 80' Szokolai 89' Jancsika 75' | (2 – 0) Jegyzőkönyv | Kardos 28' |

| Üllői út, Budapest Nézőszám: 18 000 Játékvezető: Nagy Miklós (magyar) |

| 34. forduló 1981. június 17. |

| Kaposvári Rákóczi | 1 – 1               | Ferencváros |
| ----------------- | ------------------- | ----------- |
| Kisteleki 25'     | (1 – 1) Jegyzőkönyv | Murai 4'    |

| Rákóczi Stadion, Kaposvár Nézőszám: 15 000 Játékvezető: Maczkó József (magyar) |

#### A bajnokság végeredménye
| #   | Csapat                | M  | GY | D  | V  | G+ – G– | GK  | P  | Megjegyzések                              |
| --- | --------------------- | -- | -- | -- | -- | ------- | --- | -- | ----------------------------------------- |
| 1.  | Ferencváros           | 34 | 21 | 9  | 4  | 75–33   | +42 | 51 | 1981–1982-es bajnokcsapatok Európa-kupája |
| 2.  | Tatabányai Bányász    | 34 | 19 | 10 | 5  | 50–25   | +25 | 48 | 1981–1982-es UEFA-kupa                    |
| 3.  | Vasas SC              | 34 | 18 | 10 | 6  | 68–38   | +30 | 46 | 1981–1982-es kupagyőztesek Európa-kupája  |
| 4.  | Videoton SC           | 34 | 19 | 6  | 9  | 60–38   | +22 | 44 | 1981–1982-es UEFA-kupa                    |
| 5.  | Bp. Honvéd SECV       | 34 | 15 | 12 | 7  | 56–36   | +20 | 42 |                                           |
| 6.  | Debreceni MVSC        | 34 | 14 | 10 | 10 | 37–29   | +8  | 38 |                                           |
| 7.  | Nyíregyházi VSSCÚ     | 34 | 11 | 16 | 7  | 30–25   | +5  | 38 |                                           |
| 8.  | Újpesti Dózsa         | 34 | 10 | 16 | 8  | 53–49   | +4  | 36 |                                           |
| 9.  | Békéscsabai Előre SSC | 34 | 13 | 10 | 11 | 51–48   | +3  | 36 |                                           |
| 10. | Pécsi MSC             | 34 | 9  | 13 | 12 | 43–43   | 0   | 31 |                                           |
| 11. | Rába ETO              | 34 | 9  | 13 | 12 | 43–43   | 0   | 31 |                                           |
| 12. | Csepel SCÚ            | 34 | 6  | 15 | 13 | 34–38   | −4  | 27 |                                           |
| 13. | Zalaegerszegi TE      | 34 | 10 | 7  | 17 | 52–70   | −18 | 27 |                                           |
| 14. | Volán SC              | 34 | 8  | 11 | 15 | 39–57   | −18 | 27 |                                           |
| 15. | Diósgyőri VTK         | 34 | 5  | 15 | 14 | 28–50   | −22 | 25 |                                           |
| 16. | Kaposvári RákócziÚ    | 34 | 6  | 12 | 16 | 34–67   | −33 | 24 | NB II                                     |
| 17. | MTK–VM                | 34 | 4  | 14 | 16 | 34–60   | −26 | 22 | NB II                                     |
| 18. | Dunaújvárosi Kohász   | 34 | 4  | 11 | 19 | 34–72   | −38 | 19 | NB II                                     |

#### Eredmények összesítése
Az alábbi táblázatban összesítve szerepelnek a Ferencvárosi TC 1980/81-es bajnokságban elért eredményei.
| Ősz/tavasz (forduló)    | Otthon | Otthon | Otthon | Otthon | Otthon | Otthon | Otthon | Idegenben | Idegenben | Idegenben | Idegenben | Idegenben | Idegenben | Idegenben |
| Ősz/tavasz (forduló)    | M      | GY     | D      | V      | LG–KG  | GK     | P      | M         | GY        | D         | V         | LG–KG     | GK        | P         |
| ----------------------- | ------ | ------ | ------ | ------ | ------ | ------ | ------ | --------- | --------- | --------- | --------- | --------- | --------- | --------- |
| Őszi szezon (1–20.)     | 9      | 8      | 0      | 1      | 32–10  | +22    | 16     | 11        | 3         | 7         | 1         | 11–8      | +3        | 13        |
| Tavaszi szezon (21–34.) | 8      | 7      | 0      | 1      | 21–8   | +13    | 14     | 6         | 3         | 2         | 1         | 11–7      | +4        | 8         |
| Összesen (1–34.)        | 17     | 15     | 0      | 2      | 53–18  | +35    | 30     | 17        | 6         | 9         | 2         | 22–15     | +7        | 21        |

### Magyar kupa
| 1980. október 1. |

| Szegedi EOL AK | 1 – 3       | Ferencváros      |
| -------------- | ----------- | ---------------- |
|                | Jegyzőkönyv | Ebedli Szabó II. |

| Szeged |

| 1980. október 22. |

| Ferencváros                                    | 6 – 2       | Dunaújvárosi Építők |
| ---------------------------------------------- | ----------- | ------------------- |
| Nyilasi Pusztai Mészöly Ebedli Szokolai Pogány | Jegyzőkönyv |                     |

| Üllői út, Budapest |

| 1980. november 5. |

| H. Szabó Lajos SE | 1 – 2       | Ferencváros        |
| ----------------- | ----------- | ------------------ |
|                   | Jegyzőkönyv | Szokolai Szabó II. |

| Mezőtúr |

Nyolcaddöntő
| 1980. november 26. |

| Ferencváros            | 3 – 1       | Pécsi MSC |
| ---------------------- | ----------- | --------- |
| Szokolai Ebedli Pogány | Jegyzőkönyv |           |

| Üllői út, Budapest |

Negyeddöntő
| 1981. március 18. |

| Diósgyőr | 1 – 0       | Ferencváros |
| -------- | ----------- | ----------- |
|          | Jegyzőkönyv |             |

| DVTK-stadion, Miskolc |

### Egyéb mérkőzések
| 1980. augusztus 2. |

| Ferencváros | 1 – 2       | Beerschot AC |
| ----------- | ----------- | ------------ |
| Pogány      | Jegyzőkönyv |              |

| Üllői út, Budapest |

| 1980. augusztus 3. |

| Ferencváros           | 3 – 0       | Club Brugge |
| --------------------- | ----------- | ----------- |
| Mészöly Takács Pogány | Jegyzőkönyv |             |

| Üllői út, Budapest |

| 1980. augusztus 5. |

| Borussia Dortmund | 1 – 0       | Ferencváros |
| ----------------- | ----------- | ----------- |
|                   | Jegyzőkönyv |             |

| Antwerpen |

| 1980. augusztus 7. |

| Antwerp | 0 – 2       | Ferencváros |
| ------- | ----------- | ----------- |
|         | Jegyzőkönyv | Takács Rab  |

| Antwerpen |

| 1980. október 4. |

| Veľký Krtíš | 1 – 7       | Ferencváros                              |
| ----------- | ----------- | ---------------------------------------- |
|             | Jegyzőkönyv | Pogány Szokolai Szepessy Mészöly Horváth |

| Nagykürtös |

| 1980. október 14. |

| AIK Topola | 2 – 2       | Ferencváros    |
| ---------- | ----------- | -------------- |
|            | Jegyzőkönyv | Pogány Nyilasi |

| Bácskatopolya |

| 1980. november 15. |

| Spartak Komarno | 1 – 4       | Ferencváros           |
| --------------- | ----------- | --------------------- |
|                 | Jegyzőkönyv | Mészöly Koch Szokolai |

| Komárom |

| 1981. február 4. |

| San Lorenzo | 0 – 0       | Ferencváros |
| ----------- | ----------- | ----------- |
|             | Jegyzőkönyv |             |

| Buenos Aires |

| 1981. február 6. |

| FC Posadas | 0 – 3       | Ferencváros            |
| ---------- | ----------- | ---------------------- |
|            | Jegyzőkönyv | Szepessy Koch Szokolai |

| Posadas |

| 1981. február 10. |

| Deportivo Morón | 2 – 1       | Ferencváros |
| --------------- | ----------- | ----------- |
|                 | Jegyzőkönyv | Koch        |

| Morón |

| 1981. február 12. |

| Independiente | 0 – 2       | Ferencváros |
| ------------- | ----------- | ----------- |
|               | Jegyzőkönyv | Koch        |

| Mendoza |

| 1981. február 14. |

| FC Mendoza | 1 – 4       | Ferencváros           |
| ---------- | ----------- | --------------------- |
|            | Jegyzőkönyv | Szokolai Ebedli Mucha |

| Mendoza |

| 1981. február 15. |

| La Plata Fútbol Club | 3 – 2       | Ferencváros     |
| -------------------- | ----------- | --------------- |
|                      | Jegyzőkönyv | Szokolai Mörtel |

| La Plata |

| 1981. február 18. |

| Bahía Blanca | 0 – 4       | Ferencváros                      |
| ------------ | ----------- | -------------------------------- |
|              | Jegyzőkönyv | Mörtel Szokolai Szepessy Mészöly |

| Bahía Blanca |

| 1981. március 5. |

| Ferencváros                                       | 8 – 1       | VVS Stuhlfelden |
| ------------------------------------------------- | ----------- | --------------- |
| Ebedli Murai Major Takács Mörtel Szokolai Nyilasi | Jegyzőkönyv |                 |

| Kőbányai út, Budapest |

| 1981. április 25. |

| SC Eisenstadt | 1 – 1       | Ferencváros |
| ------------- | ----------- | ----------- |
|               | Jegyzőkönyv | Sulia       |

| Eisenstadt |

| 1981. május 12. |

| Real Zaragoza | 0 – 0       | Ferencváros |
| ------------- | ----------- | ----------- |
|               | Jegyzőkönyv |             |

| Temesvár |

- Tizenegyesekkel (2 – 4) a Ferencváros nyert.

| 1981. május 13. |

| Politehnica Timișoara | 2 – 0       | Ferencváros |
| --------------------- | ----------- | ----------- |
|                       | Jegyzőkönyv |             |

| Temesvár |

| 1981. május 15. |

| Ferencváros    | 2 – 0       | Kuba |
| -------------- | ----------- | ---- |
| Ebedli Mészöly | Jegyzőkönyv |      |

| Üllői út, Budapest |

| 1981. május 16. |

| Ferencváros | 0 – 0       | Real Zaragoza |
| ----------- | ----------- | ------------- |
|             | Jegyzőkönyv |               |

| Üllői út, Budapest |

## Külső hivatkozások
- A csapat hivatalos honlapja (magyarul)
- Az 1980–81-es szezon menetrendje a tempofradi.hu-n (magyarul)